# Das Geheimnis der Agatha Christie
Das Geheimnis der Agatha Christie (Originaltitel: Agatha) ist ein britisches Filmdrama aus dem Jahr 1979. Die Geschichte interpretiert eine wahre Begebenheit von 1926, bei der die Schriftstellerin Agatha Christie für 11 Tage verschwand.

## Handlung
Der US-amerikanische Reporter Wally Stanton reist zur Buchpremiere von Agatha Christies Alibi nach England. Obwohl er von ihrer Art beeindruckt ist, sieht er, wie traurig sie ist. Dabei hat sie guten Grund niedergeschlagen zu sein. Ihr Ehemann Colonel Archibald Christie hat eine Affäre mit seiner Sekretärin Nancy Neele und verlangt von seiner Angetrauten die baldige Scheidung. Doch Agatha will es nicht und fleht ihn an, indem sie ihm verspricht, ihm eine bessere Ehefrau zu sein. Da Archibald nichts davon wissen will, reist sie in der Nacht vom 3. Dezember 1926 ab. Auf der Fahrt mit ihrem Auto hat sie allerdings einen Unfall. Ihr Wagen wird am nächsten Morgen gefunden, wobei jede Spur von Agatha fehlt. Superintendent MacDonald übernimmt die Untersuchung, wobei er relativ schnell davon ausgeht, dass sie tot ist. Als Stanton davon hört, reist er sofort zu den Christies, um sich mit dem Hauspersonal zu unterhalten. Während MacDonald Agathas Leiche im Moor und auf dem Feld suchen lässt, reist Stanton schließlich zu dem Kurhotel in Harrogate, wo sich Agatha unter dem Namen Theresa Neele aufhält.
Dort freundet sie sich schnell mit Evelyn Crawley an und lässt sich, da angeblich kürzlich ihr Ehemann verstarb, auskurieren. Die Kurmethoden selbst inspirieren sie zum Schreiben. Stanton selbst nimmt sich unter dem Namen Carter Schatz Junior ein Zimmer. Er folgt Agatha und trifft sie immer wieder zufällig an, wobei er schnell und freundlich versucht, ein Gespräch mit ihr zu beginnen. Er tanzt mit ihr, trifft sie am Swimmingpool und folgt ihr in die Stadt. Irgendwann erfährt er, dass sie immer noch an ihrem Mann hängt und ihn zurückwill. Dabei gesteht er ihr, wie schön sie ist und wird daraufhin von Agatha geküsst. Doch die Zeitungsberichte über Agathas Verschwinden mehren sich und im Kurhotel breitet sich das Gerücht aus, dass sie nicht Theresa Neele, sondern Agatha Christie ist. In ihrer Situation verzweifelt und durch ihre Behandlungen inspiriert macht sie sich später auf, um Suizid zu begehen. Aber weil Stanton ihr hinterherspionierte und ihre Papiere las, schafft er es, ihren Plan zu erkennen und eilt zu ihr, wobei er nur noch eine leblose Agatha vorfindet. Er kann sie erfolgreich reanimieren und kümmert sich in den nächsten Tagen liebevoll um sie.
Aber Agatha erwidert die Liebe und Fürsorge Stantons nicht. Sie gibt sich schließlich nach elf Tagen des spurlosen Verschwindens wieder der Öffentlichkeit preis und lässt sich von ihrem Mann empfangen. Archibald muss sich den Fragen der Presse stellen und die Affäre mit seiner Sekretärin dementieren. Bevor Stanton abreist, trifft er noch einmal Agatha und gesteht ihr seine Liebe. Sie selbst würde ihn gerne wiedersehen, doch vorher müsse sie zu ihrem Mann zurückkehren, um sich scheiden lassen zu können. Nach zwei Jahren ist die Scheidung schließlich vollzogen und Archibald hat Neele geheiratet.

## Hintergrund
Der Film kam am 9. Februar 1979 in die US-amerikanischen Kinos. Nachdem der Film am 22. März 1979 in den deutschen Kinos anlief, wurde der „sehenswerte[n] Reißer“ am 26. März 1988 auf ZDF zum ersten Mal im Fernsehen ausgestrahlt. Seit dem 12. Mai 2006 ist er als deutschsprachige DVD erhältlich.
Die kanadische Journalistin und Schriftstellerin Kathleen Tynan recherchierte zu dem Thema der 11 verschwundenen Tage Agatha Christies und veröffentlichte ihr Drehbuch noch im August 1978 unter dem gleichnamigen Titel Agatha als Roman.

## Kritik
Der Film sei „kein Durcheinander“ meinte Vincent Canby in der New York Times, nur „habe er nicht viel von irgendetwas“. Er sei kein wirklicher Kriminalfilm, keine ganze Liebesgeschichte und erst recht keine Biografie. Irgendwie sei er dennoch „angenehm erträglich und ziellos“. Insbesondere die „überraschende und schöne“ Redgrave sowie der „originell komische“ Hoffman würden in ihren Rollen überzeugen.
„Der Film hätte funktionieren können“, meinte renommierte Filmkritiker Roger Ebert in der Chicago Sun-Times. Insbesondere Redgrave und Hoffman „zeigen interessante Darstellungen“. Während Hoffman „sehr steif“ spiele, wirke Redgrave „sehr groß und ernst und ein wenig verrückt“. Insgesamt wirke ihre Beziehung „nicht echt“ und würde keinerlei emotionale Tiefe erreichen.
Das Lexikon des internationalen Films meinte: „Die fiktive Handlung bezieht sich auf tatsächliche Ereignisse im Dezember 1926, ignoriert jedoch systematisch alle thematischen und formalen Chancen. Ein nur mäßig unterhaltsamer Krimi.“

## Auszeichnungen (Auswahl)
Oscarverleihung 1980
- Bestes Kostümdesign: Nominierung für Shirley Russell

British Academy Film Award 1980
- Beste Kostüme: Nominierung für Shirley Russell

National Society of Film Critics Award 1980
- Bester Hauptdarsteller: Dustin Hoffman
- Beste Kamera: Nominierung für Vittorio Storaro